# Liste der Kulturdenkmale in Molfsee
In der Liste der Kulturdenkmale in Molfsee sind alle Kulturdenkmale der schleswig-holsteinischen Gemeinde Molfsee (Kreis Rendsburg-Eckernförde) und ihrer Ortsteile aufgelistet (Stand: 14. April 2025).
Die Bodendenkmale sind in der Liste der Bodendenkmale in Molfsee aufgeführt.

## Legende
In den Spalten befinden sich folgende Informationen:
- Objekt-ID: die Nummer des Kulturdenkmales
- Lage: die Adresse des Kulturdenkmales und die geographischen Koordinaten. Kartenansicht, um Koordinaten zu setzen. In der Kartenansicht sind Kulturdenkmale ohne Koordinaten mit einem roten Marker dargestellt und können in der Karte gesetzt werden. Kulturdenkmale ohne Bild sind mit einem blauen Marker gekennzeichnet, Kulturdenkmale mit Bild mit einem grünen Marker.
- Offizielle Bezeichnung: Bezeichnung des Kulturdenkmales
- Beschreibung: die Beschreibung des Kulturdenkmales
- Bild: ein Bild des Kulturdenkmales

## Bauliche Anlagen
| Objekt-ID     | Lage                                               | Offizielle Bezeichnung       | Beschreibung | Bild                             |
| ------------- | -------------------------------------------------- | ---------------------------- | --- | -------------------------------- |
| 47881         | Dorfstraße 11e (54° 15′ 57″ N, 10° 3′ 41″ O)       | Fachhallenhaus               | Fachhallenhaus; 17./18. Jh.; im Kern eingeschossiger Fachwerkbau mit Flett und Kammerfach, repräsentativer und reich verzierter sog. Bordesholmer Giebel mit qualitätvollen Holzschnitzereien - Begründung: geschichtlich, künstlerisch, städtebaulich, Kulturlandschaft prägend - Schutzumfang: gesamtes Objekt - Denkmaltyp: Bauliche Anlage                                                                    | BW                               |
| 6712          | Dorfstraße 14 (54° 15′ 55″ N, 10° 3′ 41″ O)        | Kate                         | Kate; um 1825; reetgedeckte Zweiständerfachhallenkate mit mehrfach vorkragendem, verbrettertem Wirtschaftsgiebel, der ehem. Wirtschaftsbereich in Fachwerkbauweise - Begründung: geschichtlich, städtebaulich - Schutzumfang: Kate, - Denkmaltyp: Bauliche Anlage | BW                               |
| 8061          | Hamburger Landstraße (54° 15′ 32″ N, 10° 3′ 41″ O) | Halbmeilenstein              | Meilenstein der Altona-Kieler Chaussee. Entfernung nach Altona 11½ Meilen (ca. 87 km), nach Kiel ¾ Meile (ca. 6 km). Auf der Vorderseite erhabenes Königsmonogramm Frederik VI., Jahreszahl 1832 und Entfernungsangabe ½ M(eile). Alteintragung (Aktualisierung vorgesehen) - Begründung: geschichtlich, wissenschaftlich, Kulturlandschaft prägend - Schutzumfang: gesamtes Objekt - Denkmaltyp: Bauliche Anlage | Fotos hochladen                  |
| 9128 Wikidata | Kirchenweg (54° 17′ 7″ N, 10° 4′ 52″ O)            | Thomaskirche mit Ausstattung | Im Jahr 1959 wurde die Thomaskirche eingeweiht. Der Architekt war Otto Andersen, die Kirchenfenster sind von Siegfried Assmann. Alteintragung (Aktualisierung vorgesehen) - Begründung: geschichtlich, künstlerisch, städtebaulich - Schutzumfang: Alteintragung (Aktualisierung vorgesehen) - Denkmaltyp: Bauliche Anlage                                                                                        | weitere Fotos \| Fotos hochladen |

## Quelle
- Liste der Kulturdenkmale in Schleswig-Holstein – Kreis Rendsburg-Eckernförde

- Karte mit allen Koordinaten:
- OSM |
- WikiMap